# Hunter Schafer
Hunter Schafer (Trenton, 31 december 1998) is een Amerikaanse actrice en model.

## Biografie
Hunter Schafer werd in 1998 geboren in Trenton (New Jersey). Haar vader is een presbyteriaanse predikant en hun gezin verhuisde naar Raleigh (North Carolina) waar ze opgroeide. Ze heeft twee jongere broers en een jongere zus. Schafer zei dat ze als peuter al begon met het uiten van haar vrouwelijkheid. In de "seventh grade" kwam Schafer uit de kast bij haar ouders als homoseksuele jongen. Op veertienjarige leeftijd kwam ze uit de kast als transgendermeisje en begon ze met de transitie nadat ze de diagnose van genderdysforie had gekregen. Ze vroeg zich ook af of ze een non-binaire identiteit had en verklaarde dat het internet haar hielp om met haar genderidentiteit om te gaan. Ze wendde zich tot YouTube en sociale media om meer te weten te komen over de transitie van personen.
Schafer haalde voor het eerst de krantenkoppen in 2016 met haar activisme tegen de HB2-wetsvoorstel van North Carolina. Ze werd de jongste eiser op de lijst die werd genoemd in de rechtszaak van de ACLU en Lambda Legal tegen het wetsvoorstel House Bill 2. Het wetsvoorstel voorkwam dat transgenders de badkamer mochten gebruiken die bij hun genderidentiteit hoorde, maar in plaats daarvan werd het gebruik van de badkamer bepaald op basis van het geslacht dat ze bij hun geboorte hadden gekregen. De rechtszaak leidde uiteindelijk tot de intrekking van het wetsvoorstel.
In 2017 begon ze als model voor wereldwijde modemerken zoals Christian Dior, Helmut Lang en Marc Jacobs. Ze maakte haar acteerdebuut als transgender middelbare scholier Jules Vaughn in de HBO-tienerdramaserie Euphoria (2019-heden). Voor deze rol werd ze genomineerd voor verscheidene prijzen waaronder de MTV Movie & TV Award voor beste kusscène (samen met Dominic Fike). Daarna had Schafer filmrollen in onder andere The Hunger Games: The Ballad of Songbirds & Snakes (2023), Cuckoo (2024) en Kinds of Kindness (2024).

## Filmografie

### Films
- 2024: Kinds of Kindness - als Anna
- 2024: Cuckoo - als Gretchen
- 2023: The Hunger Games: The Ballad of Songbirds & Snakes - als Tigris Snow
- 2021: Belle - als Ruka "Ruka-chan" Watanabe (stem, Engelse nasynchronisatie)

### Televisie
- 2019-heden: Euphoria - als Jules Vaughn

## Prijzen en nominaties
De belangrijkste:
| Jaar | Prijs                | Categorie                               | Film/serie | Uitslag     |
| ---- | -------------------- | --------------------------------------- | ---------- | ----------- |
| 2022 | MTV Movie & TV Award | Beste kusscène (samen met Dominic Fike) | Euphoria   | Genomineerd |